# Перелік кавалерів Хреста Симона Петлюри (Є)
Ця сторінка — інформаційний реєстр. Див. також основні статті: Хрест Симона Петлюри та Перелік кавалерів Хреста Симона Петлюри.
В алфавітному порядку представлені всі відомі кавалери Хреста Симона Петлюри, чиї прізвища починаються з літери «Є». 
| № | Фото | Ім'я                      | Дата народження | Місце народження                | Дата смерті          | Місце смерті    | Звання           | Підрозділ                                                        | № ордена |
| - | ---- | ------------------------- | --------------- | ------------------------------- | -------------------- | --------------- | ---------------- | ---------------------------------------------------------------- | -------- |
| 1 |      | Єлчанінов Микола Іванович | 1876            |                                 | 1924                 | Каліш           | Полковник        | кінний дивізіон Камянець-Подільської спільної юнацької школи УНР |          |
| 2 |      | Єфремов Борис Федорович   | 3 червня 1899   | Катеринослав                    | після 10 травня 1967 |                 | Поручник         |                                                                  | 1166     |
| 3 |      | Єфремов Сергій Федорович  | 20 вересня 1893 | с.Зеленьків, Черкаської області | 18 грудня 1966       | м. Асторія, США | Генерал-хорунжий |                                                                  | 1808     |